# Rupert Doppler
Rupert Doppler (* 23. Februar 1958 in Schwarzach im Pongau) ist ein österreichischer Politiker. Von 2008 bis 2017 war er Abgeordneter zum österreichischen Nationalrat. Von 2013 bis 2015 war er Salzburger Landesparteiobmann der FPÖ.

## Karriere
Doppler absolvierte eine Ausbildung zum Landmaschinenmechaniker und ist seit 1980 im Krankenhaus Schwarzach beschäftigt. Er ist seit 1994 Gemeinderat in Sankt Veit im Pongau. 1996 wurde er zum Bezirksparteiobmann der FPÖ-Pongau gewählt und 2005 zum stellvertretender Landesparteiobmann der FPÖ-Salzburg. Doppler wurde von der FPÖ-Salzburg bei der Nationalratswahl 2008 zum Spitzenkandidaten der FPÖ-Landesliste und zum Listenersten im Regionalwahlkreis Pongau nominiert. Er erreichte schließlich ein Mandat über die Landesliste und zog am 28. Oktober 2008 in den Nationalrat ein. Als Schwerpunkte seiner Abgeordnetentätigkeit bezeichnet Doppler die Bereiche Arbeitnehmerpolitik und Gesundheitspolitik.
In der Legislaturperiode bis 2013 war er Mitglied in folgenden Ausschüssen:
Unterausschuss des Außenpolitischen Ausschusses; Unterausschuss des Ausschusses für Land- und Forstwirtschaft; Ausschuss für Konsumentenschutz; Ausschuss für Land- und Forstwirtschaft; Bautenausschuss.
Im November 2013 wurde Doppler mit 89,7 Prozent der Delegiertenstimmen zum Salzburger Landesparteiobmann gewählt und löste damit den 21 Jahre amtierenden Langzeit-Obmann Karl Schnell ab.
Am 10. Juni 2015 wurde er vom Bundesobmann Heinz-Christian Strache wegen „Gefahr im Verzug“ abgesetzt und zusammen mit seinem Vorgänger Karl Schnell aus der Partei ausgeschlossen.

## Privates
Doppler ist verheiratet und Vater zweier Kinder. 